# Répartition des richesses
La répartition des richesses est la façon dont le patrimoine est détenu par les individus dans une société. Il s’agit d’un stock, et non pas d’un flux ; la répartition des revenus mesure, elle, un flux.
C'est la troisième étape du circuit économique défini par Jean-Baptiste Say dans son Traité d'économie politique.
Elle donne lieu à de vives controverses entre les différentes écoles de pensées économiques. Les marxistes soutenant par exemple une théorie de la répartition des richesses dans le système capitaliste basée sur l'exploitation du prolétariat, là où les néoclassiques, à la suite de John Bates Clark, cherchent généralement à prouver que la répartition en économie de marché est juste et efficace.
Les inégalités de richesse sont plus marquées, mais elles ne représentent pas directement le niveau de vie. En particulier, le patrimoine d’une partie de la population est négatif (jeunes adultes qui se sont endettés pour financer leurs études, etc.).
L’analyse de la répartition des richesses peut porter sur le patrimoine financier (titres...) ou sur le patrimoine total (y compris immobilier…).

## Historique
L'étude des inégalités de la répartition des richesses remonte à la philosophie antique. Il faut toutefois attendre le développement de l'économie pour que la question obtienne un traitement économique. Les Classiques abordent les inégalités de répartition d'un point de vue macroéconomique, à partir des classes sociales : le travailleur reçoit un salaire, le propriétaire terrien une rente, et le capitaliste le profit. Il est considéré que le salaire ne peut augmenter sur le long terme car la pression démographique pousse constamment le salaire vers le salaire de subsistance,.
Les marginalistes évacuent complètement la question de la répartition des richesses et de son inégalité en se concentrant sur les questions d'efficience. Vilfredo Pareto conceptualise certes un mode de répartition des richesses via le concept d'optimum de Pareto, mais sa méthode ne dit rien de la répartition des richesses au sein de la société. Selon Pierre-Noël Giraud, « l'école marginaliste néoclassique se débarrasse […] entièrement de la question des inégalités en les faisant dépendre de facteurs qu'elle considère comme exogènes à son objet ».
La question des inégalités est traitée au XXe siècle sous le prisme de la réduction de la pauvreté. Cela conduit James K. Galbraith à écrire en 1967 que « peu de choses sont plus évidentes dans l'histoire sociale moderne que la perte d'intérêt pour l'inégalité en tant que question économique ». L'inégalité est d'autant moins traitée comme un problème à résoudre ou un objectif de lutte pour les politiques publiques que certaines théories soutiennent que les inégalités sont nécessaires à la stimulation de l'économie et qu'elles disparaîtront à terme.
Les années 1980 voient l'accroissement des inégalités dans le monde développé et un regain d'intérêt pour l'étude des inégalités, de leurs origines, et des possibilités de réductions d'icelles. Le monde académique de l'économie assiste alors à un « tournant vers l'inégalité ».

## Situation économique mondiale
Une étude de l'UNU-WIDER, institut mondial de l’UNU pour la recherche sur l’économie du développement (dépendant de l'ONU), datant de 2008, signale un écart gigantesque en ce qui concerne la répartition de la richesse mondiale, puisque :
- 2 % de l'humanité détient 50 % du patrimoine des ménages,
- 50 % de l'humanité détient 1 % du patrimoine des ménages

Une étude du Crédit Suisse démontre qu'en 2013 :
- 10 % des plus fortunés détiennent 86 % des actifs mondiaux
- 1 % des plus fortunés représentent à eux seuls 46 % des actifs mondiaux

Une étude du Crédit Suisse démontre qu'en 2014 :
- 10 % des plus fortunés détiennent 86 % des actifs mondiaux
- 1 % des plus fortunés représentent à eux seuls 48 % des actifs mondiaux